# خط دارتفورد لوپ
خط دارتفورد لوپ (به انگلیسی: Dartford Loop Line) یکی از خطوط راه‌آهن در کشور انگلستان است.
این خط اتصال خط راه‌آهن لندن به خط کنت شمالی است.